# Piero Cotto
Piero Cotto (Asti, 14 luglio 1944) è un cantante e chitarrista italiano.

## Biografia
Ha cominciato la carriera musicale negli anni sessanta, approdando negli USA suonando come chitarrista nel gruppo Majority One con il nome d'arte di Peter Cook.
Tornato in Italia, decise nei primi anni settanta di mettere a frutto la propria esperienza statunitense formando il gruppo musicale Piero e i Cottonfields.

Il gruppo, che si rifaceva al filone del rock progressivo e contava 6 elementi, fa il suo esordio ad Un disco per l'estate 1972 con il singolo Due delfini bianchi, che riscuote un grande successo.
Nel 1972 il gruppo incide il primo ed unico album, dal titolo Il viaggio, la donna, un'altra vita.
Nel 1973 Piero e i Cottonfields partecipano di nuovo a Un disco per l'estate con Oh Nanà.
Dopo il singolo Gardenia blu, presentato ad Un disco per l'estate 1974, il gruppo si scioglie, ma il cantante prosegue la carriera musicale, partecipando al Festival di Sanremo 1975 con la canzone Il telegramma di Pino Donaggio e Vito Pallavicini.
Nel 1977 intraprende la sua attività in campo internazionale con un lungo tour in Venezuela invitato dal maestro Aldemaro Romero, direttore della filarmonica di Caracas, che scrive per lui il brano If only she'd say.
Nel 1978 pubblica un album interamente in inglese per l'etichetta Eleven, intitolato Piero Cotto, e incide il 45 giri Figlio di un cane, presentato alla trasmissione televisiva Una valigia tutta blu, condotta da Walter Chiari.
Nel 1981 entra come cantante nel gruppo jazz-rock torinese Gialma 3, incidendo l'album Gialma planet; nello stesso anno inizia una stretta collaborazione con Beatrice Dalì, e la coppia artistica diverrà coppia nella vita: i due si sposeranno nel 1992, e 5 anni dopo avranno un figlio di nome Samuele.
Nel 1983 partecipa ad una serie di programmi televisivi con i comici Ric e Gian e il maestro Pino Calvi; l'anno successivo incide con Beatrice Dalì la sigla televisiva Fare l'amore, e nel 1985 l'album Tanti auguri.
Nel 1986 il famoso musicista argentino Astor Piazzolla produce il suo disco Balada para un loco.
Nel 1987 incide l'album Gialma planet con alcuni tra i migliori jazzisti italiani.
Nel 1988 viene premiato come il migliore cantante jazz italiano a Los Angeles da Burt Bacharach e Ben Weisman(produttore di Elvis Presley e Bruce Springsteen).
Nel 1989 incide l'album D'ora in poi.
Nel 1990 prende parte come attore alla trasmissione tv di Mediaset Mega Salvi Show, inoltre partecipa e si aggiudica la XXXI edizione del Festival di Viña del Mar, nella categoria internazionale, con la canzone Non devi abbandonarmi mai.
Nel 1991 inizia una lunga collaborazione artistica con Morris Albert (autore di Feeling), con il quale realizza alcune importanti produzioni discografiche in Italia e all'estero.
Negli ultimi decenni, oltre ad organizzatore di eventi musicali, ha creato la "Cotto's Club Orchestra", partecipando alla trasmissione televisiva Boom nel 1996, ed a molti festival di musica jazz.
Nel 2000 ha fondato con Beatrice Dalì ed alcuni amici artisti il "Cottos club enterprises productions & music publishing".
Nel 2022 partecipa con la moglie Beatrice alla seconda edizione di The Voice Senior.
Nel 2024, una delle canzoni di Cotto del 1983, intitolata "Johnny in the Middle of the Park" e usata come sigla di coda della Domenica Sportiva, ritenuta una lost wave, è stata scoperta dagli utenti di Discord dopo che Cotto ha dichiarato che la canzone sembrava una delle sue.

## Discografia

### Singoli
- 1964 - Ho scolpito il tuo nome (su uno scoglio)/Ogni domenica (Polydor, NH 54 802)
- 1965 - Fascination/Ho ba la la (MRC, A 219)
- 1972 - Due delfini bianchi/Via Mazzini 31 (Joker, M 7122) (come Piero e I Cottonfields)
- 1972 - Il viaggio, la donna, un'altra vita/Cantico (Joker, M 7145) (come Piero e I Cottonfields)
- 1973 - Oh Nanà/Uomo da quattro soldi (Joker, M 7161) (come Piero e I Cottonfields)
- 1974 - Gardenia blu/Passo su passo (Joker, M 7170) (come Piero e I Cottonfields)
- 1975 - Il telegramma/Colpevoli (Carosello), Cl 20391)
- 1975 - Un po' d'amore e d'amicizia/E adesso io (Carosello, Cl 20398)
- 1977 - Nel giardino dell'orco/Filastrocca senza tempo (Eleven, EL 56)
- 1978 - I get a funny feeling/So nice (Eleven, EL 64)
- 1978 - Figlio di un cane/Mi piace lei (Eleven, EL 87)
- 1979 - Concerto per un bambino (UNICEF/Panarecord, UN 001) (con Augusto Martelli)
- 1989 - Morales (On The Rocks, CP 44/32) (12" mix)

### Album
- 1972 - Il viaggio, la donna, un'altra vita (Music, LPM 2006) (come Piero e I Cottonfields)
- 1978 - Piero Cotto (Eleven, ELC 25137)
- 1978 - La Capannina di Franceschi (Eleven, ELC 25150) (con Augusto Martelli)
- 1982 - Gialma planet (Drums, EDL 2072) (con i Gialma 3)
- 1989 - D'ora in poi (Esagono Record, EG 100)

## Riconoscimenti
Tra il 1977 ed il 2000 è membro ad honorem e delegato ufficiale dell'Italia, per meriti artistici, della FIDOF un'organizzazione mondiale sotto il patrocinio dell'UNESCO che patrocina manifestazioni artistiche a carattere benefico.
In questo periodo in coppia con Beatrice Dalì partecipa a numerosi Festival ed eventi internazionali, ricevendo importanti riconoscimenti e vincendo diciassette primi premi in altrettanti Festival internazionali 
- Golden Award of Tennessee
- Nashville River Festival International
- New York Latin Festival
- Curacao Curinfest
- Vina del mar Chile
- Makfest Macedonia
- Bucharest Romanian International Festival
- Cairo International Festival
- Cavan Ireland International Festival
- Cesar d'oro Gazzetta Europea
- Sheveningen Holland International Festival
- Bregenz Austrian International Festival
- Pamukkale Turkish international Festival
- Chin International Festival Canada Toronto
- Moscow Russian International Festival
- Puertorico International Festival
- International Award of New York